# Macrodasyceras
Macrodasyceras är ett släkte av steklar. Macrodasyceras ingår i familjen gallglanssteklar.
Kladogram enligt Catalogue of Life:
| Macrodasyceras | \| \| Macrodasyceras hirsutum \| \| \| \| \| \| Macrodasyceras japonicum \| \| \| \| |
|                | \| \| Macrodasyceras hirsutum \| \| \| \| \| \| Macrodasyceras japonicum \| \| \| \| |
|                | Macrodasyceras hirsutum                                                              |
|                |                                                                                      |
|                | Macrodasyceras japonicum                                                             |
|                |                                                                                      |